# HYI
HYI (англ. Hydroxypyruvate isomerase (putative)) – білок, який кодується однойменним геном, розташованим у людей на 1-й хромосомі. Довжина поліпептидного ланцюга білка становить 277 амінокислот, а молекулярна маса — 30 406.
| 10         |  | 20         |  | 30         |  | 40         |  | 50         |
| ---------- |  | ---------- |  | ---------- |  | ---------- |  | ---------- |
| MAPLRFSANL |  | SWLFPELSGL |  | PARVRAAGSS |  | GFEAVEVAWP |  | YAETPEALAR |
| AAREAGLRLV |  | LINTPPGDQE |  | KGEMGLGAVP |  | GRQAAFREGL |  | EQAVRYAKAL |
| GCPRIHLMAG |  | RVPQGADRIA |  | VKAEMEAVFL |  | ENLRHAAGVL |  | AQEDLVGLLE |
| PINTRITDPQ |  | YFLDTPQQAA |  | AILQKVGRPN |  | LQLQMDIFHW |  | QIMDGNLTGN |
| IREFLPIVGH |  | VQVAQVPGRG |  | EPSSPGELNF |  | PYLFQLLEDE |  | GYKGFVGCEY |
| QPRGDTVEGL |  | SWLRSYWDRR |  | GHPEAGQ    |  |            |  |            |

A: Аланін

C: Цистеїн

D: Аспарагінова кислота

E: Глутамінова кислота

F: Фенілаланін

G: Гліцин

H: Гістидин

I: Ізолейцин

K: Лізин

L: Лейцин

M: Метіонін

N: Аспарагін

P: Пролін

Q: Глутамін

R: Аргінін

S: Серин

T: Треонін

V: Валін

W: Триптофан

Кодований геном білок за функцією належить до ізомераз. 
Задіяний у такому біологічному процесі, як альтернативний сплайсинг. 